# Killer Wives
Killer Wives ist ein Pornofilm des Regisseurs Francois Clousot aus dem Jahr 2019, der vom Unternehmen Digital Playground Direct-to-Video produziert wurde.

## Handlung
Chrissy Davis ist  nach einem öffentlichen psychischen Zusammenbruch und einer Mordanklage ersten Grades das Hauptgesprächsthema der Stadt. Sie wird schnell von ihren High-Society-Freunden gemieden und allein gelassen. Chrissy wird jedoch freigesprochen, und sie beginnt, an ihrem Racheplan zu arbeiten – und sucht eine Gruppe von bewusstseinsverändernden Substanzen, die speziell darauf zugeschnitten sind, das Schlimmste in ihren hinterhältigen Freunden hervorzurufen, verpackt in Diätpillen. Die Nachricht von Chrissys Freilassung macht schnell die Runde und die anderen Frauen tratschen wild, aber sie erwarten nicht, Chrissy in naher Zukunft zu begegnen. Als Chrissy unangekündigt bei Ali Addison vor der Tür steht und ihre Diätpillen verkaufen will, hat Ali Mitleid mit ihrer damaligen Freundin und akzeptiert einige Diätpillen-Muster, die sie unter dem Rest der Gruppe verteilen kann.